# Stadionul Berceni
Het Stadionul Berceni is een multifunctioneel stadion in Berceni, een stad in Roemenië. 
In het stadion is plaats voor 2.700 toeschouwers. Het stadion werd gebouwd in 1957 en herbouwd in 2008.
Het stadion wordt vooral gebruikt voor voetbalwedstrijden, de voetbalclub ACS Berceni maakte tot 2016 gebruik van dit stadion. Het stadion werd ook gebruikt voor het Europees kampioenschap voetbal mannen onder 19 van 2011. Er werden drie groepswedstrijden gespeeld.